# AC/DC
AC/DC (стилізовано — ACϟDC) (скор. від англ. alternating current/direct current — змінний/постійний струм) — австралійський рок-гурт.
Гурт був заснований в Сіднеї (Австралія) у грудні 1973 року. Загальна кількість проданих альбомів перевищує 250 мільйонів копій, найуспішніший альбом Back in Black був проданий у кількості понад 21 мільйон в США і понад 42 мільйони за їх межами. У цілому, AC/DC — найуспішніший й найвідоміший рок-гурт з Австралії. В історії гурту було два вокалісти, тому її заведено ділити на «Еру Бона Скотта» (1974–1980) і «Еру Брайана Джонсона» (з 1980 по сьогодні).
Хоча AC/DC є одним з гуртів-родоначальників хард-року й, як багато хто вважає, серйозно вплинув на формування жанру хеві-метал, музиканти завжди вважали себе  рок-н-рольним гуртом. В основі їхньої музики лежить ритм-енд-блюз із викривленим звучанням ритмічної й соло гітар.

## Історія
Брати Анґус Янґ (народився 31 березня 1955 року; на вимогу компанії Atlantic Records роком народження Анґуса офіційно вказувався невірний 1959), Малколм Янґ (народився 6 січня 1953 року) і Джордж Янґ (народилися в Глазго (Шотландія)) і ще дітьми разом з родиною виїхали в Сідней. Джордж почав грати на гітарі першим і став членом найуспішнішого австралійського гурту 1960-х, The Easybeats. Це був перший місцевий рок-гурт, який випустив хіт міжнародного масштабу — «Friday On My Mind» в 1966 році. Малколм і Анґус незабаром пішли по слідах брата. Вони навіть із ініціативи Джорджа взяли участь у записі альбому його наступного гурту.

### Ранні роки (Ера Дейва Еванса, 1973—1974рр.)
Малькольм вирішує створити свій власний гурт в складі гітариста і клавішника. Пізніше Малькольм змінює свою точку зору, подумавши, що йому потрібен ще один гітарист для того, щоб «розширити» звук. Він звернувся за допомогою до Ангуса. Для початку Малькольм запрошує ударника Коліна Бургесса, у якого вже був досвід з декількома командами, бас-гітариста Ларрі Ван Кнедта і вокаліста Дейва Еванса.
Їхня назва «AC / DC» було взято з таблички із зворотного боку швейної машинки: "" AC/DC «, це зробить що-небудь з електрикою». Взагалі, абревіатура «AC / DC» розшифровується і перекладається в електриці як «Змінний струм / Постійний струм».
Остаточно імідж гурту сформувався після того, як сестра Ангуса Маргарет порадила своєму братові одягнути шкільну форму для виступу на сцені. Так сформувався сценічний образ групи, згодом перетворився на візуальний фірмовий знак, «торгову марку» «AC / DC».
Перший виступ групи відбувся в переддень Нового Року, 31 грудня 1973 року, в маленькому сіднейському барі «Chequers» (де свого часу виступав Френк Сінатра). На першому своєму концерті «AC/DC» відіграли кавер-версії відомих хітів «Beatles», «Rolling Stones» і Чака Беррі.
У наступні шість місяців, поданою за першим виступом «AC/DC», склад групи значно змінився. Ударника Коліна Бургесс благополучно і послідовно замінили Рон Карпентер, Рассел Коулман і, нарешті, Пітер Клак. Роб Бейлі замінив бас-гітариста Ларрі Ван Кнедта.

### Всесвітня популярність
Група підписала міжнародний контракт із Atlantic Records і стала активно гастролювати по Великій Британії і Європі, домагаючись популярності й набираючись досвіду, виступаючи на розігріві таких відомих рок-гуртів того часу, як Alice Cooper, Black Sabbath, Kiss, Cheap Trick, Nazareth, Foreigner, Thin Lizzy і The Who. 1976 року вийшов третій австралійський альбом AC/DC Dirty Deeds Done Dirt Cheap.
Навалу й хвилю популярності панк-року 1976–1978 рр. група благополучно пережила завдяки своїм грубуватим і провокаційним текстам пісень й, частково, через те, що в британській музичній пресі того часу її відносили до панк груп. Вони домоглися успіху на британській рок-сцені завдяки своїм потужним і скандальним концертним шоу, а Анґус Янґ швидко став знаменитим через своє зухвале поводження на сцені, що, у тому числі, призвело до заборони виступати на декількох британських концертних майданчиках.

### «Highway to Hell»
Спродюсований Маттом Ланґом альбом 1979 року «Highway to Hell» підніс групу на вершини світових хіт-парадів рок-музики всіх часів. Багато пісень цього альбому дотепер часто можна почути на радіо.

### Смерть Бона Скотта
19 лютого 1980 р. помер Бон Скотт. Він пішов із чергової вечірки й залишився на ніч у автомобілі свого знайомого Алістера Кінніара (англ. Allistair Kinnear), котрий і виявив Бона наступного дня мертвим. Причиною смерті офіційно було названо переохолодження, хоча найпоширенішою версією й донині є те, що Бон Скотт захлинувся власними блювотними масами. Ці чутки підкріплюються безліччю протиріч у офіційній історії його смерті, що також породжує безліч теорій про змову, вбивство музиканта й про передозування героїном.
Члени групи спочатку планували припинити музичну діяльність гурту AC/DC, та згодом вирішили, що Бон Скотт хотів би, щоб група продовжувала існувати. Музиканти перепробували деяких кандидатів на місце вокаліста, у підсумку залишилося два претенденти: Террі Слессер і Брайан Джонсон. Джонсон у цей період намагався відновити свою групу Geordie, але виконання на публіці двох пісень AC/DC й Тіни Тернер («Whole Lotta Rosie» (Let There Be Rock) і «Nutbush City Limits», відповідно) справило таке враження на учасників AC/DC, що за кілька днів вони повідомили Джонсону про те, що він — новий вокаліст гурту.

### Ера Браяна Джонсона (1980–дотепер)

#### Відродження (1980—1983)

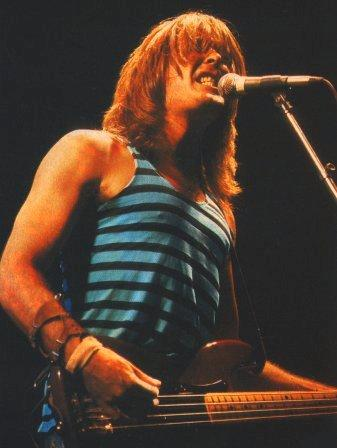
Кліфф Вільямс в 1981 році під час For Those About to Rock Tour

Зрештою, Малькольм і Ангус вирішили, що Бон на їх місці продовжив би. Тому, зібравшись з духом, група починає пошуки нового вокаліста. Тим більше, в цей час вже ходило досить чуток про те, хто ж може зайняти місце вокаліста в «AC/DC». До початку березня 1980 року, представники мас-медіа висунули одразу три кандидатури на цю посаду: колишній вокаліст «Easybeats» Стіві Райт, австралієць Алан Фрайер (він був дуже схожий на Бона Скотта плюс ще виступав разом з екс-бас-гітаристом "AC / DC «Марком Евансом в» Heaven ") і лондонець Гері Холтон (у нього, за чутками, були серйозні проблеми з алкоголем). Зрештою, претендентів залишилося двоє: Террі Шлешер і Брайан Джонсон. У цей час, Брайан Джонсон був зайнятий спробами зібрати свою колишню групу «Geordie», яка розпалася. Але він все ж знайшов час і з'явився на прослуховування. Брайан виконав дві композиції: «Whole Lotta Rosie» і «Nutbush City Limits», записану гуртом «Ike» спільно з Тіною Тернер. Наступним суботнім вечором Малькольм подзвонив Брайану і сказав, що той прийнятий до гурту.
Перед початком нових гастрольних турів, «AC/DC» необхідно було закінчити роботу над новим альбомом. Необхідно було працювати швидко і наполегливо, щоб надолужити згаяний час. Тому, репетиції в «E'Zee Hire Studios» в Північному Лондоні проходили у важких умовах і за дуже суворим розкладом. Група працювала по сім годин щодня без вихідних до середини квітня. Коли матеріал був готовий, почався запис альбому, який проходив на студії «Compass Point Studios» (на Багамах) під чуйним керівництвом Роберта Джона «Метта» Ленджа. Альбом записувався протягом квітня-травня вродовж шести тижнів і був готовий до кінця травня. 1 липня Брайан Джонсон вперше з'явився на сцені з «AC/DC» в Намуре, Бельгія.
Альбом Back In Black вийшов 31 липня 1980 року. Протягом декількох тижнів він був на самій вершині чартів і залишався там під № 1 протягом двох тижнів. У листопаді він досяг № 4 в американському чарті і затримався в десятці на більш ніж 131 тиждень.
Наступний альбом гурту For Those About to Rock We Salute You вийшов у листопаді 1981 року. Він одразу ж мав величезний комерційний успіх. Альбом дістався до 13 позиції у британському чарті. У лютому 1982 року композиція Let's Get It Up стає найуспішнішим хітом гурту, досягнувши в чарті 13 позиції. Популярність гурту в Америці продовжує підніматися. «For Those About To Rock — We Salute You» стає першим альбомом, що зайняв перший рядок американського чарту. Альбом стає «платиновим» через два місяці після виходу. Обширний тур по Штатах довів, що AC/DC може збирати величезну аудиторію як ніколи.

#### Відхід Радда і комерційний спад (1983—1987)

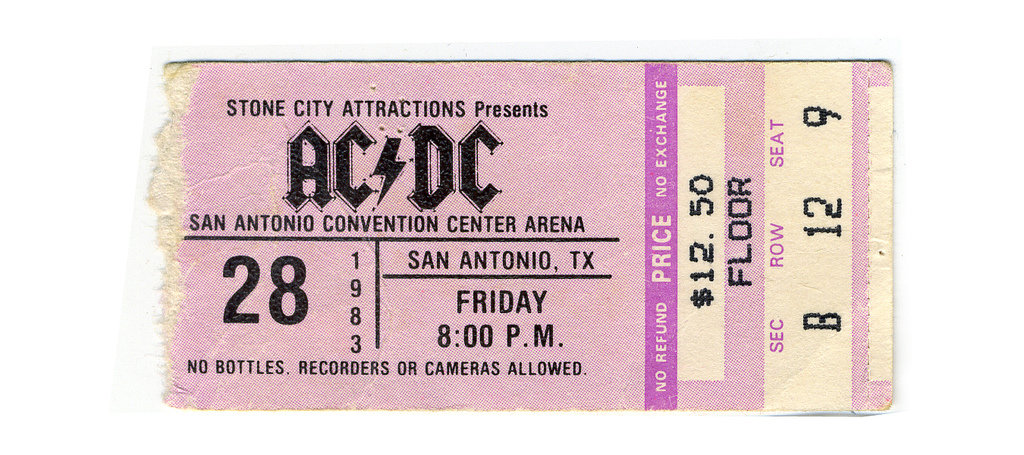
Квиток на концерт AC/DC у Сан-Антоніо, Техас, 1983.

На початку запису звільнили Філа Радда. До того часу не вказали жодної причини відлучення Філа від гурту. Через кілька років правда «спливла», коли вже ні для кого не було секретом, що у Філа були проблеми з наркотиками. До того ж, існувало чимало розбіжностей у відносинах між Малькольмом і Філом. Їхні стосунки прогресивно гіршали, до того ж мало місце «фізичне рукоприкладство». Через дві години після апогею конфліктної ситуації Філ Радд вже не був учасником «AC/DC».
Новий альбом «AC/DC» змонтував і змікшував Тоні Платт. Продюсером виступила сама група. Виданий у серпні 1983 року «Flick Of The Switch» досяг № 4 у британському чарті. Але все ж альбом виявився відносним комерційним промахом. Він досяг лише 15-го місця в американському чарті.

### Останні роки й визнання заслуг
У березні 2003 року група AC/DC була прийнята в Зал слави рок-н-ролу в Нью-Йорку й виконала свої хіти «Highway To Hell» й «You Shook Me All Night Long» спільно зі Стівом Тайлером з Aerosmith. У травні 2003 року Малколму Янґу була присуджена нагорода Теда Альберта (Ted Albert Award) за «видатний внесок в австралійську музику». У тому ж році, Асоціація індустрії звукозапису Америки (англ. Recording Industry Association of America, RIAA) оновила розрахунки кількості продажів альбомів групи з 46,5 млн копій до 63 млн, що зробило AC/DC п'ятою групою в історії США, що продала найбільшу кількість альбомів після The Beatles, Led Zeppelin, Pink Floyd й Eagles. Крім того, був засвідчений «двічі діамантовий» (20.000.000 проданих копій) статус альбому Back in Black, що зробило його шостим у списку найпродаваніших альбомів в історії США. В 2005 року кількість проданих копій альбому досягло 21 мільйона, що вивело його на п'яту позицію.
У липні 2003 року група провела спільний концерт із Rolling Stones на Сарсфесті (Sarsfest), концерті, присвяченому боротьбі з епідемією SARS у Торонто в Канаді.
1 жовтня 2004 року вулиця Корпорейшн Лейн (Corporation Lane) в Мельбурні була офіційно перейменована в ACDC Лейн (ACDC Lane) на честь групи (назви вулиць у Мельбурні не можуть містити символ «/»). Вулиця перебуває поруч зі Свонсон Стріт (Swanston Street), місцем де, у кузові вантажівки, група записала свій відеокліп для хіта 1975 року «It's a Long Way to the Top». Також є ще одна вулиця у світі, названа на честь групи AC/DC, в Іспанії, у місті Легані (Legane's), поруч із Мадридом — «Calle de AC/DC», недалеко від вулиць названих на честь рок-груп Iron Maiden й Rosendo (іспанська рок-група).
У березні 2005 року вийшов набір із двох DVD дисків, «Family Jewels», що містить музичне відео й кліпи з концертів. Перший диск належить до ери Бона Скотта (з концертними відеозаписами, знятими за десять днів до смерті Скотта), другий містить відеоматеріали ери Брайана Джонсона.

### Black Ice
18 серпня 2008 Columbia Records оголосила 18 жовтня днем австралійського реалізу, а 20 жовтня — всесвітнього реалізу студійного альбому Black Ice. 15-трековий альбом був першим студійним релізом групи за вісім років. Rock 'N' Roll Train, перший сингл з альбому, вийшов на радіо 28 серпня. 15 серпня AC / DC записали кліп на цю пісню в Лондоні, а спеціально відібрані шанувальники отримали шанс бути у відео.

## Вплив на рок-музику
AC/DC згадується багатьма сучасниками та пізнішими музикантами й групами рок-музики й металу як група, що вплинула на їхню творчість. Серед них: Anthrax, Bon Jovi, The Darkness, Def Leppard, Dio, Dokken, Dream Theater, Faster Pussycat, Iron Maiden, Great White, Guns N' Roses, Hanoi Rocks, Journey, Megadeth, Metallica, Motley Crue, Muse, Ozzy Osbourne, Poison, Ratt, Rhino Bucket, Saxon, Scorpions, Skid Row, Supagroup, Tool, Twisted Sister, UFO, Van Halen, Whitesnake, Wolfmother, Y&T.
Багато виконавців і гуртів панк-року, хардкор-панку, гранджу, гаражного року й альтернативного року також відзначали, що AC/DC мали вплив на них. Хоча гурт спочатку критикували британські панк-рокери пізніх 1970-х, багато музикантів цього руху віддавали належне AC/DC за високу енергетику музики, ґрунтовний й антикомерційний (хоча багато хто може із цим посперечатися) підхід до музики.
Вплив AC/DC на австралійську музику складно переоцінити. Умовно кажучи, кожен австралійський рок-гурт, що з'являвся в середині 1970-х і пізніше, зазнав впливу AC/DC. До австралійських гуртів, що згадували вплив на них AC/DC, є, наприклад, Blood Duster, Frenzal Rhomb, INXS, Jet, The Living End, Midnight Oil, Powderfinger, Silverchair, You Am I.

## Триб'юти

### Кавери пісень AC/DC
Багато музикантів віддавали належне внеску AC/DC у рок-музику. Було видано багато альбомів що містять кавери пісень AC/DC, і складалися з них. Список досить широкий, далі деякі приклади:
- Хард-рок гурт Guns N'Roses випустив кавер-версію «Whole Lotta Rosie», виконану вживу під час концертного туру в підтримку альбому Appetite for Destruction, виданого в 1987 році.
- Треш-метал гурт Exodus записав два кавери: «Overdose» (на альбомі 1989 року Fabulous Disaster) і «Dirty Deeds Done Dirt Cheap» (на альбомі 2004 року Tempo of the Damned).
- В 1989 році канадський хеві-метал гурт Annihilator зробив кавер пісні «Live Wire». Він з'явився на концертному альбомі In Command 1996 року.
- Український гурт Воплі Відоплясова зробив жартівливий кавер «Highway To Hell» під назвою «Галю приходь», який увійшов до альбому 1997 року «Країна Мрій».
- Death-металева група Six Feet Under зробила такі кавери: на пісню TNT альбом 2000 — Graveyard Classics, на пісні Back in Black, You Shook Me All Night Long альбом 2004 — Graveyard Classics 2
- Поп-панк гурт The Offspring зробив кавер пісні «Sin City» (на синглі 2001 року «Million Miles Away»)
- Павер-метал гурт Iced Earth випустив два кавери: пісні «Highway to Hell» та «It's a Long Way to the Top (If You Wanna Rock 'N' Roll)». Вони вийшли в 2002 році на альбомі, що містить кавер-версії пісень різних музикантів, «Tribute to the Gods».
- У 2004 році вийшов альбом кавер-версій пісень AC/DC The Rock-A-Billy Tribute to AC/DC.
- Гурт Грендж-рок The Hives зробив кавер пісні «Back in Black».
- Гурт Motorhead зробив кавери «Highway To Hell» й «It's A Long Way To The Top (If You Wanna Rock & Roll)».
- В 2010 році гурт Muse разом з Ніком Сестером[en] на вокалі виконували пісню «Back in Black» на серії виступів під час австралійського фестивалю Big Day Out[en] 2010. Також, Muse часто грають рифф цієї пісні, як аутро до власної «Hysteria». 2017 року вони зіграли цю пісню на Reading Festival разом з Браяном Джонсоном.

## Галерея

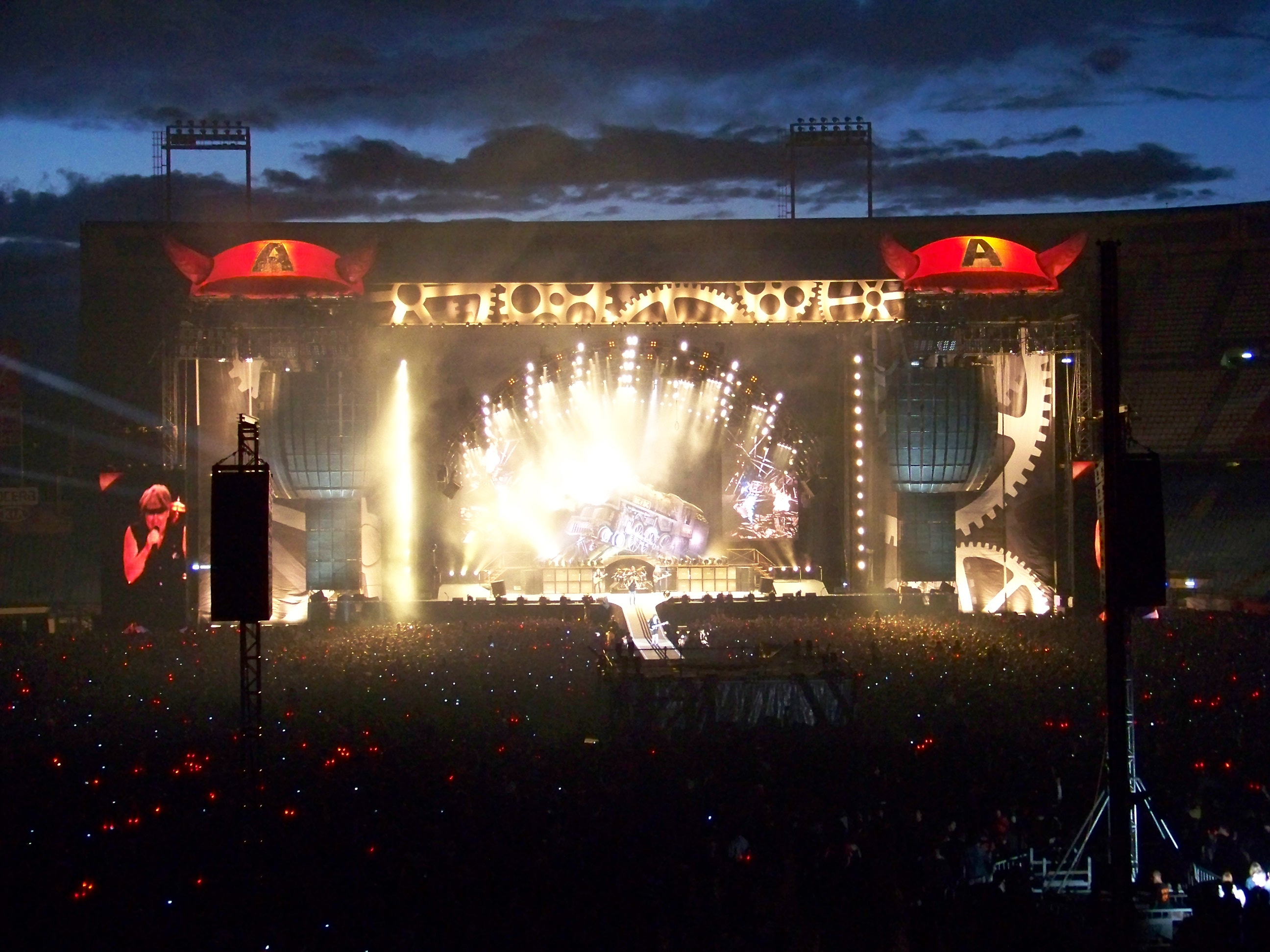
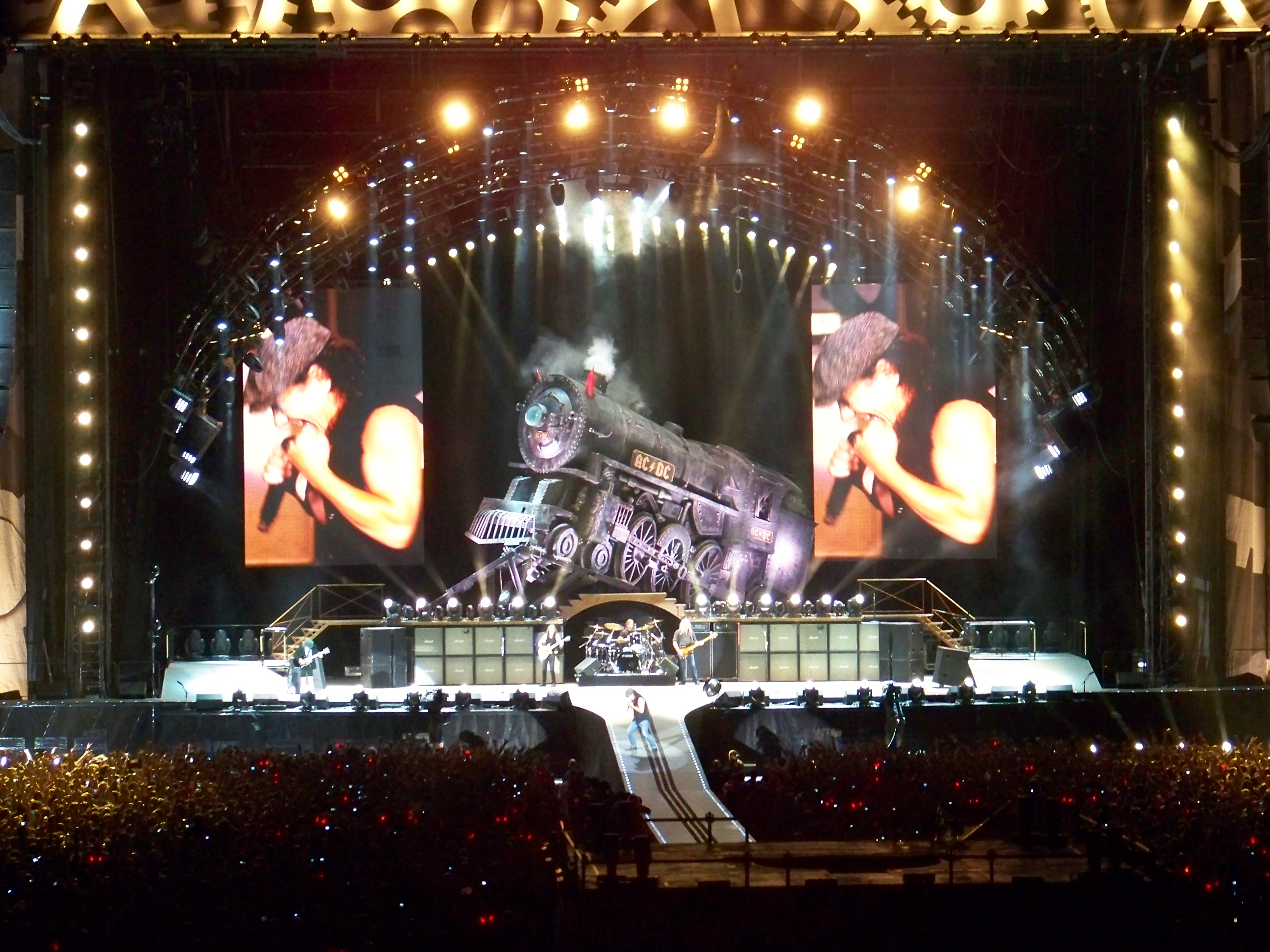
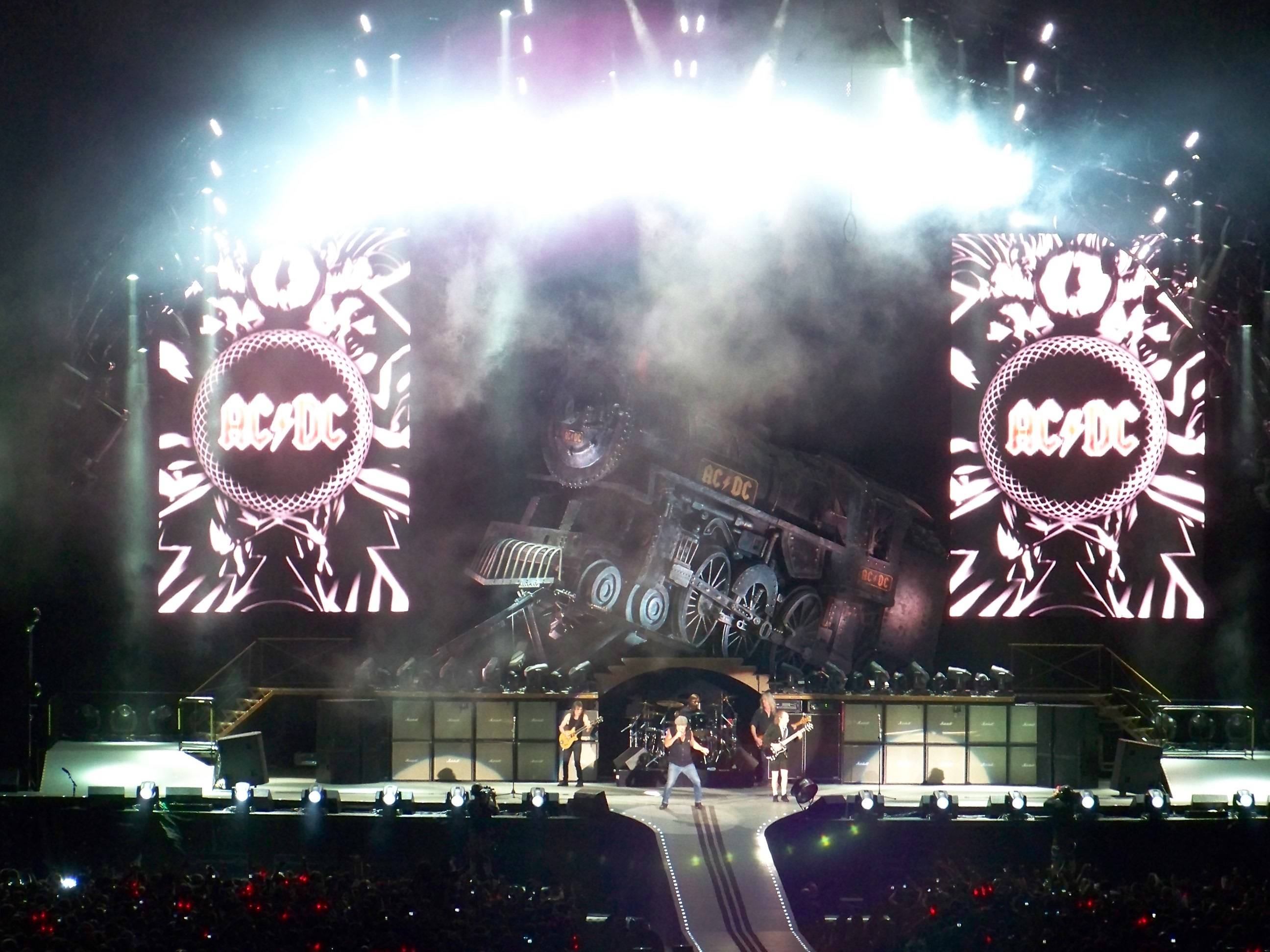
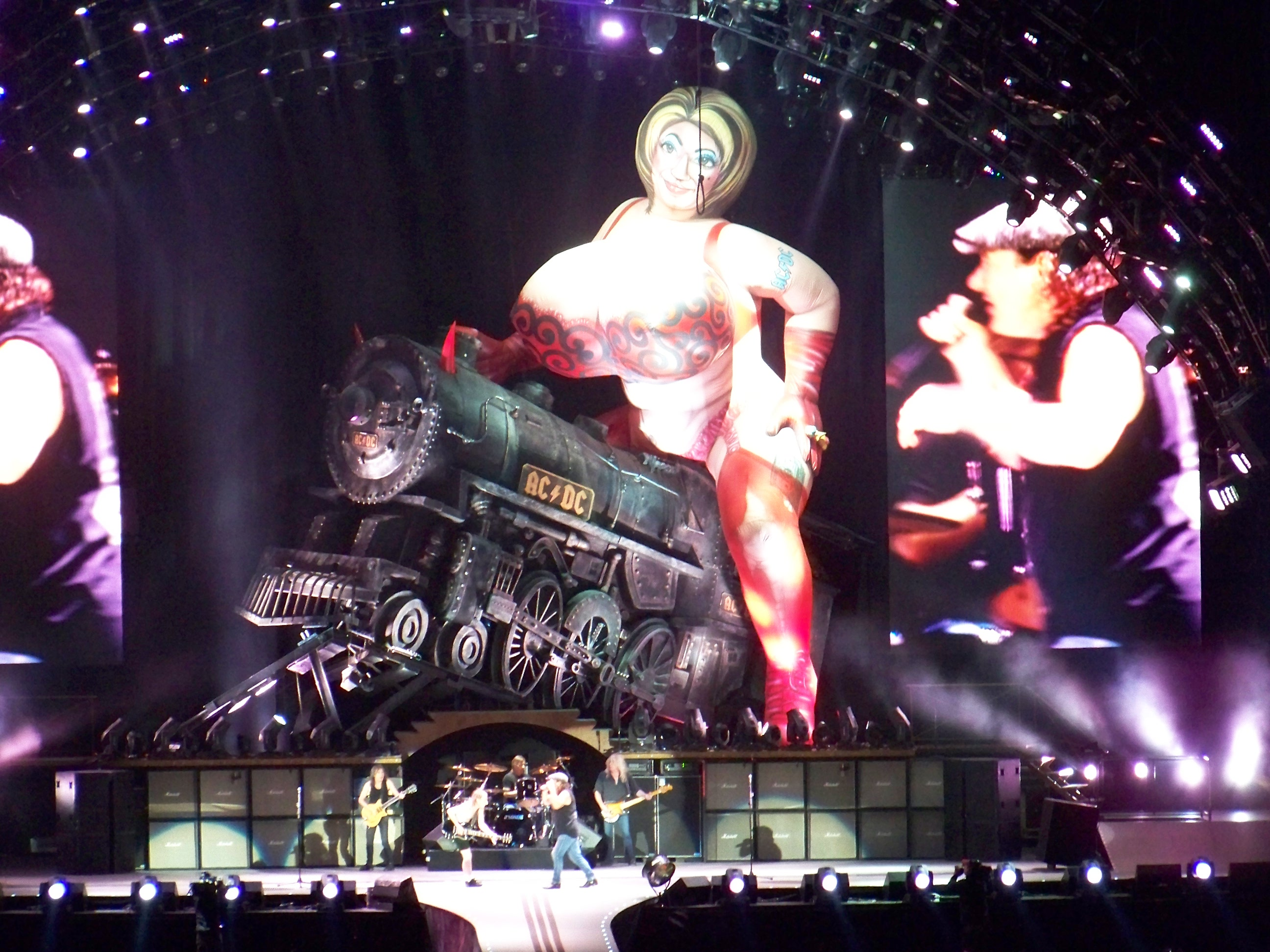

### Кавер-гурти
- The Bon Scott Band (Іспанія)
- AM/FM  [Архівовано 27 вересня 2007 у Wayback Machine.] (Німеччина)
- AB/CD  (Швеція/Італія)
- AS/DS  [Архівовано 10 травня 2013 у Wayback Machine.] (Україна)
- BC/DC  [Архівовано 16 грудня 2007 у Wayback Machine.] (Канада)
- ACtion in DC  [Архівовано 15 травня 2006 у Wayback Machine.] (Данія)
- Dirty Deeds  (Норвегія)
- acca dacca  [Архівовано 20 липня 2013 у Wayback Machine.] (Австралія)
- Hayseed Dixie  [Архівовано 25 січня 2013 у Wayback Machine.] (США)

### Кавер-гурти з повністю жіночим складом
- AC/DShe  [Архівовано 1 листопада 2006 у Wayback Machine.]
- Whole Lotta Rosies  [Архівовано 31 січня 2009 у Wayback Machine.]
- Thund-Her-Struck  [Архівовано 24 жовтня 2006 у Wayback Machine.]
- Hell's Belles  [Архівовано 4 липня 2007 у Wayback Machine.]

## Склад гурту

### Склад
- Браян Джонсон (англ. Brian Johnson) (1980—2016, з 2020 дотепер): вокал
- Кліфф Вільямс (англ. Cliff Williams) (1977—2016, з 2020 дотепер): бас-гітара, бек-вокал
- Анґус Янґ (англ. Angus Young) (з 1973 дотепер): гітара
- Стіві Янґ[en] (англ. Stevie Young) — ритм-гітара, бек-вокал (1988, з 2014 дотепер)
- Філ Радд (англ. Phil Rudd) (1975-1983, з 1994–2014, з 2020 дотепер): барабани і перкусія

### Колишні члени гурту
- Бон Скотт (англ. Ronald Scott) (1973—1980): вокал
- Ексл Роуз (англ. Axl Rose) (2016—2018): вокал
- Дейв Еванс (англ. Dave Evans) (1973): вокал
- Колін Бургесс[en] (англ. Colin Burgess) (1973—1974): барабани й перкусія[7].
- Роб Бейлі[en] (англ. Rob Bailey) (1973—1974): бас-гітара
- Ноел Тейлор (англ. Noel Taylor) (1974): барабани й перкусія
- Ларрі Ван Кредт (англ. Larry van Kriedt) (1973—1975): бас-гітара, саксофон
- Пітер Кларк[en] (англ. Peter Clack) (1974—1975): барабани й перкусія
- Марк Еванс (англ. Mark Evans) (1974—1977): бас-гітара
- Саймон Райт (англ. Simon Wright) (1984–1989): барабани й перкусія
- Малколм Янґ (англ. Malcolm Young) (1973–2014): гітара
- Кріс Слейд (англ. Chris Slade) (1989-1994, 2015—2016): барабани

## Дискографія

### Австралія
- High Voltage (LP; лютий 1975)
- T.N.T. (LP; грудень 1975)
- Dirty Deeds Done Dirt Cheap (LP; вересень 1976)
- Let There Be Rock (LP; березень 1977)
- Powerage (LP; червень 1978)
- If You Want Blood You've Got It (LP; листопад 1978)
- Highway to Hell (LP; листопад 1979)
- Back in Black (LP; серпень 1980)
- For Those About to Rock We Salute You (LP; листопад 1981)
- Flick of the Switch (LP; серпень 1983)
- Fly on the Wall (LP; червень 1985)
- Who Made Who (LP; червень 1986)
- Blow Up Your Video (LP; січень 1988)
- The Razors Edge (LP; вересень 1990)
- Live (LP, концертний; жовтень 1992)
- Live: 2 CD Collector's Edition (2 LP, концертний; листопад 1992)
- Ballbreaker (LP; вересень 1995)
- AC/DC Volume 1 (6 LP, компіляція; листопад 1995) — набір з 6 дисків
- AC/DC Volume 2 (5 LP, компіляція; листопад 1995) — набір з 5 дисків
- Bonfire (4 LP, компіляція; листопад 1997) — набір з 4 дисків
- Boom Box (15 LP, компіляція; лютий 1999) — набір з 15 дисків
- Stiff Upper Lip (LP; лютий 2000)
- Stiff Upper Lip — Australian Tour Edition (2 LP, концертний; січень 2001) — набір з 2 CD
- AC/DC Box Set (17 LP, компіляція; січень 2001) — набір з 17 дисків
- Black Ice (серпень 2008)
- Rock or Bust (2014)
- Power Up (2020)

### Європа й США
- High Voltage (LP; травень 1976)
- Dirty Deeds Done Dirt Cheap (LP; грудень 1976) (Європейський реліз)
- Let There Be Rock (LP; жовтень 1977)
- Powerage (LP; травень 1978)
- If You Want Blood You've Got It (LP; жовтень 1978)
- Highway to Hell (LP; серпень 1979)
- Back in Black (LP; липень 1980)
- Dirty Deeds Done Dirt Cheap (LP; квітень 1981) (Видання в США)
- For Those About to Rock We Salute You (LP; листопад 1981)
- Flick of the Switch (LP; серпень 1983)
- '74 Jailbreak (LP; серпень 1984) — П'ять треків з австралійського видання «High Voltage» та один трек з «Dirty Deeds Done Dirt Cheap»
- Fly on the Wall (LP; липень 1985)
- Who Made Who (LP; травень 1986) — саундтрек екранізації роману Стівена Кінга Максимальне прискорення (Maximum Overdrive)
- Blow Up Your Video (LP; лютий 1988)
- The Razors Edge (LP; жовтень 1990)
- Live (LP, концертний; жовтень 1992) (видавався і як подвійний, і як одиночний альбом)
- Live: Collector's Edition (2 LP, концертний; 1992)
- Ballbreaker (LP; вересень 1995)
- Bonfire (LP; грудень 1997) (збірка, присвячена пізній творчості Бона Скотта)
- Stiff Upper Lip (LP; лютий 2000)
- Black Ice (серпень 2008)
- Rock or Bust (2014)
- Power Up (2020)

### Відео групи
- AC/DC: Let There Be Rock (1980)
- Fly on the Wall (1985)
- Who Made Who (1986)
- AC/DC (Видавався тільки в Австралії) (1989)
- Clipped (1991)
- Live at Donington (1991)
- For Those About to Rock We Salute You (1993)
- No Bull (1996)
- Stiff Upper Lip Live (2001)
- Live '77 (Видавався тільки в Японії) (2003)
- Toronto Rocks (2004)
- Family Jewels (2005)
- Rock'n'Roll Train (2008)
- Play Ball (11 листопада 2014)  [Архівовано 16 лютого 2015 у Wayback Machine.]
- Rock Or Bust (23 листопада 2014)  [Архівовано 4 січня 2015 у Wayback Machine.]

### Саундтреки
- Максимальне прискорення (Maximum Overdrive) — 1986, США, пісні з альбому «Who Made Who»
- Останній кіногерой (Last Action Hero) — 1993, США, пісня «Big Gun»
- Бівіс і Батт-хед роблять Америку (Beavis and Butt-Head Do America) — 1996, США, пісня «Gone Shootin»
- Частини тіла (Private Parts) — 1997, США, пісня «You Shook Me All Night Long»
- Брудна робота (Dirty Work) — 1998, Канада/США
- Детройт — місто року (Detroit Rock City), 1999, США, пісні «Highway To Hell», «Problem Child» й «Whole Lotta Rosie»
- Маленький Ніккі (Little Nicky) — 2000, США, пісня «Highway To Hell»
- Історія лицаря (A Knight's Tale) — 2001, США пісня «You Shook Me All Night Long»
- Брудні справи (Dirty Deeds) — 2002, Австралія/Канада, пісня «Dirty Deeds done dirt cheap»
- Пункт призначення 2 (Final Destination 2) — 2002, США/Канада, пісня «Highway To Hell»
- Школа року (The School of Rock) — 2003, США/Німеччина, пісні «Back In Black», «For Those About To Rock We Salute You», «Highway to Hell» та «It's A Long Way To The Top»
- Все або нічого (The Longest Yard) — 2005, США, пісня «Thunderstruck»

## Книги
- 1982 — Малколм Дом (Malcolm Dome) «AC/DC»
- 1982 — Річард Бентон (Richard Bunton) «AC/DC-Hell Ain't No Bad Place To Be»
- 1986 — Тім Холмс Беллантайн (Tim Holmes Ballantine) «AC/DC (Monsters of Metal)»
- 1991 — Малколм Дом «AC/DC If You Want Blood … YOU GOT IT!!!» Перевидання в 1995, 2001.
- 2003 — Клінтон Вокер (Clinton Walker) «Highway to Hell: The Life and Times of AC/DC Legend Bon Scott» Перевидання в 1994–1995, 1997, 2002–2003.
- 2005 — Пол Стеннінг (Paul Stenning) «AC/DC: Two Sides to Every Glory: The Complete Biography»

## Цікаві факти
На честь групи названий персонаж Esidisi, який є другорядним антагоністом в манзі та аніме JoJo's Bizzare Adventure: Battle Tendency.